# Yuezheng Zichun
Yuezheng Zichun (chinesisch 樂正子春 / 乐正子春, Pinyin Yuèzhèng Zǐchūn; um 5. Jahrhundert v. Chr.), kurz: Yuezheng, war ein Konfuzianer der Frühzeit der Zeit der Streitenden Reiche. Er war ein Schüler von Zeng Shen 曾参 (Zengzi). Yuezheng stammte aus dem Staat Lu und war berühmt für seine Pietät gegenüber seinen Eltern. Es heißt, er sei einer der Autoren des Xiaojing 孝经 (Buch von der Ehrfurcht). Im  Lüshi chunqiu wird über ihn berichtet.